# 陳慶洊
陳慶洊（越南语：／，1834年—？年），越南阮朝官員。

## 生平
陳慶洊是河靜省德壽府干祿縣內外總外干祿社普明村（今屬河靜省干祿縣天祿社）人，明命十五年（1834年）出生。嗣德二十年（1867年），參加乂安場鄉試，考中舉人。嗣德二十四年（1871年），考中副榜。後任侍讀學士，充國史館纂修，參與編纂《大南實錄正編第三紀》。嗣德三十三年（1880年）六月，改任鴻臚寺卿，充如清甲副使。回國後任國子監祭酒。
咸宜元年（1885年），陳慶洊任內閣辦理。同慶帝繼位後，以他充任河靜省商佐，後領河靜省布政使。成泰初，改任乂安省布政使。成泰四年（1892年）三月，加署巡撫銜，仍領乂安布政使。成泰六年（1894年）六月，因犯案免職，押解進京候審。次年（1895年）四月，發配國史館效力。成泰十年（1898年）三月，恩准開復原銜致事。

## 子女
子陳慶湧，同慶三年舉人，後任訓導。